# 1 000 kilomètres du Nürburgring 2005
Navigation
Édition précédente Édition suivante
Les 1 000 kilomètres du Nürburgring 2005 (1000km-Rennen 2005 Nürburgring Grand Prix Kurs), disputées le 4 septembre 2005 sur le circuit du Nürburgring, sont la quarante-quatrième édition de cette épreuve, la trente-sixième sur un format de 1 000 kilomètres, et la quatrième manche des Le Mans Endurance Series 2005.

## Course

### Classement de la course
Classement à l'issue de la course (vainqueurs de catégorie en gras), :
| Pos.   | Catégorie | N° | Écurie                           | Pilotes                                                      | Châssis                     | Pneus | Tours |
| Pos.   | Catégorie | N° | Écurie                           | Pilotes                                                      | Moteur                      | Pneus | Tours |
| ------ | --------- | -- | -------------------------------- | ------------------------------------------------------------ | --------------------------- | ----- | ----- |
| 1      | LMP1      | 15 | Zytek Motorsport                 | Tom Chilton Hayanari Shimoda                                 | Zytek 04S                   | M     | 193   |
| 1      | LMP1      | 15 | Zytek Motorsport                 | Tom Chilton Hayanari Shimoda                                 | Zytek ZG348 3.4L V8         | M     | 193   |
| 2      | LMP1      | 4  | Audi PlayStation Team Oreca      | Stéphane Ortelli Allan McNish                                | Audi R8                     | M     | 193   |
| 2      | LMP1      | 4  | Audi PlayStation Team Oreca      | Stéphane Ortelli Allan McNish                                | Audi 3.6L Turbo V8          | M     | 193   |
| 3      | LMP1      | 7  | Creation Autosportif             | Nicolas Minassian Jamie Campbell-Walter                      | DBA 03S                     | M     | 193   |
| 3      | LMP1      | 7  | Creation Autosportif             | Nicolas Minassian Jamie Campbell-Walter                      | Judd GV5 5.0L V10           | M     | 193   |
| 4      | LMP1      | 17 | Pescarolo Sport                  | Emmanuel Collard Jean-Christophe Boullion                    | Pescarolo C60 Hybrid        | M     | 192   |
| 4      | LMP1      | 17 | Pescarolo Sport                  | Emmanuel Collard Jean-Christophe Boullion                    | Judd GV5 5.0L V10           | M     | 192   |
| 5      | LMP1      | 8  | Rollcentre Racing                | Martin Short João Barbosa Vanina Ickx                        | Dallara SP1                 | M     | 187   |
| 5      | LMP1      | 8  | Rollcentre Racing                | Martin Short João Barbosa Vanina Ickx                        | Judd GV4 4.0L V10           | M     | 187   |
| 6      | LMP1      | 9  | Team Jota                        | Sam Hignett John Stack Gregor Fisken                         | Zytek 04S                   | D     | 185   |
| 6      | LMP1      | 9  | Team Jota                        | Sam Hignett John Stack Gregor Fisken                         | Zytek ZG348 3.4L V8         | D     | 185   |
| 7      | LMP2      | 27 | Horag Lista Racing               | Eric van de Poele Didier Theys                               | Lola B05/40                 | M     | 184   |
| 7      | LMP2      | 27 | Horag Lista Racing               | Eric van de Poele Didier Theys                               | Judd XV675 3.4L V8          | M     | 184   |
| 8      | LMP1      | 13 | Courage Compétition              | Alexander Frei Jonathan Cochet Christian Vann                | Courage C60 Hybrid          | Y     | 183   |
| 8      | LMP1      | 13 | Courage Compétition              | Alexander Frei Jonathan Cochet Christian Vann                | Judd GV4 4.0L V10           | Y     | 183   |
| 9      | GT1       | 62 | Convers Team Cirtek Motorsport   | Darren Turner Frédéric Dor Bobby Bell                        | Aston Martin DBR9           | M     | 179   |
| 9      | GT1       | 62 | Convers Team Cirtek Motorsport   | Darren Turner Frédéric Dor Bobby Bell                        | Aston Martin 6.0L V12       | M     | 179   |
| 10     | GT1       | 52 | BMS Scuderia Italia              | Matteo Cressoni Jamie Davies Miguel Ramos                    | Ferrari 550 GTS Maranello   | P     | 178   |
| 10     | GT1       | 52 | BMS Scuderia Italia              | Matteo Cressoni Jamie Davies Miguel Ramos                    | Ferrari 5.9L V12            | P     | 178   |
| 11     | GT1       | 51 | BMS Scuderia Italia              | Michele Bartyan Christian Pescatori Toni Seiler              | Ferrari 550 GTS Maranello   | P     | 178   |
| 11     | GT1       | 51 | BMS Scuderia Italia              | Michele Bartyan Christian Pescatori Toni Seiler              | Ferrari 5.9L V12            | P     | 178   |
| 12     | GT1       | 67 | MenX Racing                      | Robert Pergl Jaroslav Janiš Peter Kox                        | Ferrari 550 GTS Maranello   | M     | 178   |
| 12     | GT1       | 67 | MenX Racing                      | Robert Pergl Jaroslav Janiš Peter Kox                        | Ferrari 5.9L V12            | M     | 178   |
| 13     | LMP2      | 37 | Paul Belmondo Racing             | Paul Belmondo Didier André Yann Clairay                      | Courage C65                 | M     | 178   |
| 13     | LMP2      | 37 | Paul Belmondo Racing             | Paul Belmondo Didier André Yann Clairay                      | Ford (AER) 2.0L Turbo I4    | M     | 178   |
| 14     | GT1       | 61 | Convers Team Cirtek Motorsport   | Nikolai Fomenko Alexey Vasilyev Christophe Bouchut           | Ferrari 550 GTS Maranello   | M     | 176   |
| 14     | GT1       | 61 | Convers Team Cirtek Motorsport   | Nikolai Fomenko Alexey Vasilyev Christophe Bouchut           | Ferrari 5.9L V12            | M     | 176   |
| 15     | LMP2      | 25 | RML                              | Mike Newton Thomas Erdos                                     | MG-Lola EX264               | M     | 174   |
| 15     | LMP2      | 25 | RML                              | Mike Newton Thomas Erdos                                     | MG (AER) XP20 2.0L Turbo I4 | M     | 174   |
| 16     | LMP2      | 35 | G-Force Renstal de Bokkenrijders | Frank Hahn David Hart Jean-François Leroch                   | Courage C65                 | D     | 170   |
| 16     | LMP2      | 35 | G-Force Renstal de Bokkenrijders | Frank Hahn David Hart Jean-François Leroch                   | Judd XV675 3.4L V8          | D     | 170   |
| 17     | GT2       | 90 | Sebah Automotive                 | Xavier Pompidou Marc Lieb                                    | Porsche 911 GT3 R (996)     | D     | 170   |
| 17     | GT2       | 90 | Sebah Automotive                 | Xavier Pompidou Marc Lieb                                    | Porsche 3.6L Flat-6         | D     | 170   |
| 18     | GT2       | 85 | Spyker Squadron b.v.             | Jeroen Bleekemolen Donny Crevels                             | Spyker C8 Spyder GT2-R      | D     | 169   |
| 18     | GT2       | 85 | Spyker Squadron b.v.             | Jeroen Bleekemolen Donny Crevels                             | Audi 3.8L V8                | D     | 169   |
| 19     | LMP1      | 10 | Racing for Holland               | Jan Lammers Beppe Gabbiani Felipe Ortiz                      | Dome S101                   | D     | 169   |
| 19     | LMP1      | 10 | Racing for Holland               | Jan Lammers Beppe Gabbiani Felipe Ortiz                      | Judd GV4 4.0L V10           | D     | 169   |
| 20     | GT2       | 76 | Autorlando Sport                 | Franco Groppi Luigi Moccia Joël Camathias                    | Porsche 911 GT3 RSR (996)   | P     | 168   |
| 20     | GT2       | 76 | Autorlando Sport                 | Franco Groppi Luigi Moccia Joël Camathias                    | Porsche 3.6L Flat-6         | P     | 168   |
| 21     | LMP2      | 39 | Chamberlain Synergy Motorsport   | Bob Berridge Gareth Evans Peter Owen                         | Lola B05/40                 | D     | 168   |
| 21     | LMP2      | 39 | Chamberlain Synergy Motorsport   | Bob Berridge Gareth Evans Peter Owen                         | AER P07 2.0L Turbo I4       | D     | 168   |
| 22     | LMP2      | 21 | Noël del Bello Racing            | Jean-Luc Maury-Laribière Romain Iannetta François Jakubowski | Courage C65                 | M     | 168   |
| 22     | LMP2      | 21 | Noël del Bello Racing            | Jean-Luc Maury-Laribière Romain Iannetta François Jakubowski | Mecachrome 3.4L V8          | M     | 168   |
| 23     | GT2       | 93 | Scuderia Ecosse                  | Nathan Kinch Andrew Kirkaldy                                 | Ferrari 360 Modena GT       | P     | 168   |
| 23     | GT2       | 93 | Scuderia Ecosse                  | Nathan Kinch Andrew Kirkaldy                                 | Ferrari 3.6L V8             | P     | 168   |
| 24     | GT2       | 73 | Ice Pol Racing Team              | Yves Lambert Christian Lefort Markus Palttala                | Porsche 911 GT3 RSR (996)   | D     | 166   |
| 24     | GT2       | 73 | Ice Pol Racing Team              | Yves Lambert Christian Lefort Markus Palttala                | Porsche 3.6L Flat-6         | D     | 166   |
| 25     | LMP2      | 31 | Noël del Bello Racing            | Christophe Tinseau Loïc Deman Ni Amorim                      | Courage C65                 | M     | 164   |
| 25     | LMP2      | 31 | Noël del Bello Racing            | Christophe Tinseau Loïc Deman Ni Amorim                      | Mecachrome 3.4L V8          | M     | 164   |
| 26     | GT2       | 95 | Racesport Peninsula TVR          | Richard Stanton Piers Johnson                                | TVR Tuscan T400R            | D     | 164   |
| 26     | GT2       | 95 | Racesport Peninsula TVR          | Richard Stanton Piers Johnson                                | TVR 4.0L I6                 | D     | 164   |
| 27     | GT2       | 89 | Sebah Automotive                 | Lars Erik Nielsen Thorkild Thyrring Pierre Ehret             | Porsche 911 GT3 RSR (996)   | D     | 163   |
| 27     | GT2       | 89 | Sebah Automotive                 | Lars Erik Nielsen Thorkild Thyrring Pierre Ehret             | Porsche 3.6L Flat-6         | D     | 163   |
| 28     | GT2       | 88 | Noble Group GruppeM Racing       | Darryl O'Young Matthew Marsh                                 | Porsche 911 GT3 RSR (996)   | P     | 155   |
| 28     | GT2       | 88 | Noble Group GruppeM Racing       | Darryl O'Young Matthew Marsh                                 | Porsche 3.6L Flat-6         | P     | 155   |
| 29     | GT1       | 56 | Paul Belmondo Racing             | Pierre Perret Karim Ajlani Benjamin Leuenberger              | Chrysler Viper GTS-R        | M     | 154   |
| 29     | GT1       | 56 | Paul Belmondo Racing             | Pierre Perret Karim Ajlani Benjamin Leuenberger              | Chrysler 8.0L V10           | M     | 154   |
| 30     | GT1       | 57 | Paul Belmondo Racing             | Didier Sommereau Jean-Michel Papolla Kurt Mollekens          | Chrysler Viper GTS-R        | M     | 154   |
| 30     | GT1       | 57 | Paul Belmondo Racing             | Didier Sommereau Jean-Michel Papolla Kurt Mollekens          | Chrysler 8.0L V10           | M     | 154   |
| 31     | LMP1      | 18 | Rollcentre Racing                | Harold Primat Bruce Jouanny                                  | Dallara SP1                 | M     | 153   |
| 31     | LMP1      | 18 | Rollcentre Racing                | Harold Primat Bruce Jouanny                                  | Judd GV4 4.0L V10           | M     | 153   |
| 32     | GT2       | 97 | Tech9 Motorsport                 | Peter Cook Phil Keen Oliver Bryant                           | Porsche 911 GT3 RSR (996)   | D     | 144   |
| 32     | GT2       | 97 | Tech9 Motorsport                 | Peter Cook Phil Keen Oliver Bryant                           | Porsche 3.6L Flat-6         | D     | 144   |
| 33 NC† | LMP2      | 36 | Paul Belmondo Racing             | Claude-Yves Gosselin Karim Ojjeh Vincent Vosse               | Courage C65                 | M     | 166   |
| 33 NC† | LMP2      | 36 | Paul Belmondo Racing             | Claude-Yves Gosselin Karim Ojjeh Vincent Vosse               | Ford (AER) 2.0L Turbo I4    | M     | 166   |
| 34 NC  | LMP2      | 41 | Binnie Motorsports               | William Binnie Allen Timpany Sam Hancock                     | Lola B05/40                 | P     | 116   |
| 34 NC  | LMP2      | 41 | Binnie Motorsports               | William Binnie Allen Timpany Sam Hancock                     | Nicholson-McLaren 3.3L V8   | P     | 116   |
| 35 NC  | GT2       | 98 | James Watt Automotive            | Paul Daniels Allan Simonsen                                  | Porsche 911 GT3 RS (996)    | D     | 111   |
| 35 NC  | GT2       | 98 | James Watt Automotive            | Paul Daniels Allan Simonsen                                  | Porsche 3.6L Flat-6         | D     | 111   |
| 36 DNF | GT2       | 99 | GPC Sport                        | Gabrio Rosa Luca Drudi Fabio Babini                          | Ferrari 360 Modena GT       | P     | 134   |
| 36 DNF | GT2       | 99 | GPC Sport                        | Gabrio Rosa Luca Drudi Fabio Babini                          | Ferrari 3.6L V8             | P     | 134   |
| 37 DNF | GT2       | 79 | JP Racing                        | Jens Petersen Jan-Dirk Lueders Niki Leutwiler                | Porsche 911 GT3 RS (996)    | P     | 117   |
| 37 DNF | GT2       | 79 | JP Racing                        | Jens Petersen Jan-Dirk Lueders Niki Leutwiler                | Porsche 3.6L Flat-6         | P     | 117   |
| 38 DNF | GT2       | 81 | Team LNT                         | Jonny Kane Warren Hughes                                     | TVR Tuscan T400R            | D     | 104   |
| 38 DNF | GT2       | 81 | Team LNT                         | Jonny Kane Warren Hughes                                     | TVR 4.0L I6                 | D     | 104   |
| 39 DNF | GT2       | 83 | Seikel Motorsport                | Horst Felbermayr, Sr. Horst Felbermayr, Jr. Philip Collin    | Porsche 911 GT3 RS (996)    | Y     | 94    |
| 39 DNF | GT2       | 83 | Seikel Motorsport                | Horst Felbermayr, Sr. Horst Felbermayr, Jr. Philip Collin    | Porsche 3.6L Flat-6         | Y     | 94    |
| 40 DNF | GT1       | 68 | JMB Racing                       | Antoine Gosse Stéphane Daoudi Peter Kutemann                 | Ferrari 575 GTC             | P     | 83    |
| 40 DNF | GT1       | 68 | JMB Racing                       | Antoine Gosse Stéphane Daoudi Peter Kutemann                 | Ferrari 6.0L V12            | P     | 83    |
| 41 DNF | LMP2      | 20 | Pir Compétition                  | Pierre Bruneau Marc Rostan Jean-Philippe Peugeot             | Pilbeam MP93                | M     | 80    |
| 41 DNF | LMP2      | 20 | Pir Compétition                  | Pierre Bruneau Marc Rostan Jean-Philippe Peugeot             | JPX (Mader) 3.4L V6         | M     | 80    |
| 42 DNF | LMP2      | 30 | Kruse Motorsport                 | Phillip Bennett (en) Juan Barazi                             | Courage C65                 | P     | 47    |
| 42 DNF | LMP2      | 30 | Kruse Motorsport                 | Phillip Bennett (en) Juan Barazi                             | Judd XV675 3.4L V8          | P     | 47    |
| 43 DNF | GT2       | 82 | Team LNT                         | Marc Hynes Patrick Pearce Lawrence Tomlinson                 | TVR Tuscan T400R            | D     | 32    |
| 43 DNF | GT2       | 82 | Team LNT                         | Marc Hynes Patrick Pearce Lawrence Tomlinson                 | TVR 4.0L I6                 | D     | 32    |
| 44 DNF | GT1       | 53 | A-Level Engineering              | Marcel Tiemann Wolfgang Kaufmann                             | Porsche 911 Turbo (996)     | M     | 30    |
| 44 DNF | GT1       | 53 | A-Level Engineering              | Marcel Tiemann Wolfgang Kaufmann                             | Porsche 3.6L Turbo Flat-6   | M     | 30    |

## Statistiques
Les 1 000 kilomètres du Nürburgring 2005 représentent :